# Israel Markowitsch Glasman
Israel Markowitsch Glasman, russisch Израиль Маркович Глазман, englische Transkription Izrail Markovich Glazman, (* 21. Dezember 1916 in Odessa; † 30. Mai 1968) war ein sowjetischer Mathematiker, der sich mit Funktionalanalysis befasste.

## Leben
Glazman ging in Odessa zur Schule und war dort mit Moshe Livsic befreundet. Beide studierten an der Universität Odessa bei Mark Krein. Nach dem Abschluss wurde er 1940 eingezogen und kämpfte als Artillerieoffizier unter anderem in Stalingrad, Kursk und Kiew bis zum Ende des Zweiten Weltkriegs. Nach Ende des Zweiten Weltkriegs war die Schule von Funktionalanalytikern in Odessa von Krein aufgelöst und er ging 1946 zu Naum Iljitsch Achijeser (Akhiezer) an die Universität Charkiw in die Abteilung Mathematische Physik, die er ab 1955 leitete. 1949 wurde er bei Achijeser promoviert (Kandidatentitel) und 1958 habilitierte er sich (russischer Doktortitel).
Er ist Ko-Autor von Achiejeser einer bekannten Monographie über lineare Operatoren in Hilberträumen, einem der ersten Lehrbücher auf diesem Gebiet nach den Monographien der Pioniere Marshall Stone und John von Neumann. Es erschien zuerst 1950, in zweiter Auflage 1966 und 1977/78 stark erweitert in zwei Bänden. Es beinhaltete auch Glazman´s eigene Forschung über Spektraltheorie von Differentialoperatoren aus seiner Dissertation.
Da er in der jüdischen Gemeinde aktiv war (er protestierte unter anderem gegen die Entweihung jüdischer Friedhöfe), jüdischen Studenten half und auch offen Sympathien für Israel vertrat wurde er in der Sowjetunion verfolgt. Die Verfolgung beeinträchtigte seine Gesundheit und führte zu seinem Suizid 1968.

## Schriften
- mit Naum I. Achiezer: Theorie der linearen Operatoren im Hilbert-Raum, Akademie Verlag, Berlin 1954, 1965
  - Englische Übersetzung: Theory of linear operators in Hilbert space, 2 Bände, Frederick Ungar 1963
- Direct Methods of Qualitative Spectral Analysis of Singular Differential Operators, Israel Program for Scientific Translations, Jerusalem 1965 (russisches Original 1963)
- Über die Theorie singulärer Differentialoperatoren, Uspekhi Mat. Nauka, Band 5, 1950, 102–135 (russisch)